# Aladár Bitskey
Aladár Bitskey (ur. 18 października 1905 w Egerze, zm. 18 marca 1991 tamże) – węgierski pływak.
Dwukrotny medalista mistrzostw Europy na 100 m stylem grzbietowym. W 1927 został wicemistrzem z czasem 1:17,6 s, a cztery lata później powtórzył to osiągnięcie z czasem 1:15,8 s.
W 1928 wystartował na igrzyskach olimpijskich na 100 m stylem grzbietowym. Odpadł w pierwszej rundzie, zajmując 3. miejsce w swoim wyścigu eliminacyjnym z czasem 1:15,6 s.
Jego bracia Zoltán (1904-1988) i Árpád także byli pływakami.